# Цона Маранђи (Лече)
Цона Маранђи (итал. Zona Marangi) је насеље у Италији у округу Лече, региону Апулија.
Према процени из 2011. у насељу је живело 112 становника. Насеље се налази на надморској висини од 39 м.